# Ciclobutà
El ciclobutà és un compost orgànic amb la fórmula (CH₂)₄. El ciclobutà és un gas i comercialment es presenta com un gas liquat. Els derivats del ciclobutà reben el nom de ciclobutans. El ciclobutà per ell mateix no té significació comercial o biològica, però els seus derivats més complexos són importants en biologia i biotecnologia.

## Estructura
Els seus enllaços químics tenen menor energia d'enllaç que els altres hidrocarbonis similars relacionats, per exemple, el butà o el ciclohexà.
Els quatre àtoms de carboni del ciclobutà no són coplanars. Un dels àtoms de carboni fa un angle de 25° respecte al pla format pels altres tres carboni en una conformació que es diu de "papallona": 

## Ciclobutà en biologia i biotecnologia
L'àcid pentacicloanammòxic es troba a la natura, i està compost de cinc unitats de ciclobutà foses. Aquest compost es troba en bacteris donant le procés anammox que forma part d'una membrana que es creu que protegeix l'organisme de la hidroxilamina i hidrazina que són tòxiques i les quals estan implicades en la producció de nitrogen i aigua dels ions nitrit i l'amoníac.
Els fotodímers de ciclobutà ("CPD's") es formen per reacció fotoquímica que resulta d'aparellar els dobles enllaços de C=C de les pirimidines.
La carboplatina és una droga anticàncer molt coneguda que deriva de l'àcid carboxílic ciclobutà-1,1.

## Preparació
Hi ha molts mètodes per preparar els ciclobutans. Els alquens es dimeritzen sota irradiació amb llum UV. Els 1,4-Dihalobutans es converteixen an ciclobutans amb deshalogenació amb metall reductors.